# Mario Soto (calciatore)
Mario Soto Benavides (Santiago del Cile, 10 luglio 1950) è un allenatore di calcio ed ex calciatore cileno, di ruolo centrocampista.

## Palmarès

### Giocatore

#### Competizioni nazionali
- Campionato cileno: 1

Unión Española: 1975

#### Individuale
- Calciatore dell'anno (Cile): 1

1982